# Nicholas Sanduleak
Nicholas Sanduleak est un astronome américain, né le 22 juin 1933 à Lackawanna, dans l'État de New York et mort le 7 mai 1990.

## Biographie
Peu de temps après sa naissance, ses parents, nés en Roumanie, émigrent vers Cleveland. Il fait ses études au Case Institute of Technology où il reçoit un B.S. en 1956. Il finit ses études après son service militaire : il reçoit un master en 1961 et soutient sa thèse de doctorat en 1965 — son directeur de thèse est Victor Blanco. Après avoir travaillé à l'observatoire de Kitt Peak et à l'observatoire interaméricain du Cerro Tololo, il trouve un poste à l'Observatoire Warner et Swasey (en) où il travaille jusqu'à sa mort, survenue après une crise cardiaque,.

## Contribution scientifique
Sanduleak est un spectroscopiste qui travaille sur un grand nombre de relevés faits à l'aide de prismes-objectifs. Il est le premier à mesurer des différences de composition chimique dans les étoiles du Petit Nuage de Magellan et du Grand Nuage de Magellan. 
C'est le codécouvreur de SS 433. L'astéroïde (9403) Sanduleak est nommé en son honneur.